# Carlo König
Carlo König (* 9. April 1900 in Basel; † 17. Dezember 1970 ebenda) war ein Schweizer Maler, Grafiker und Mosaizist.

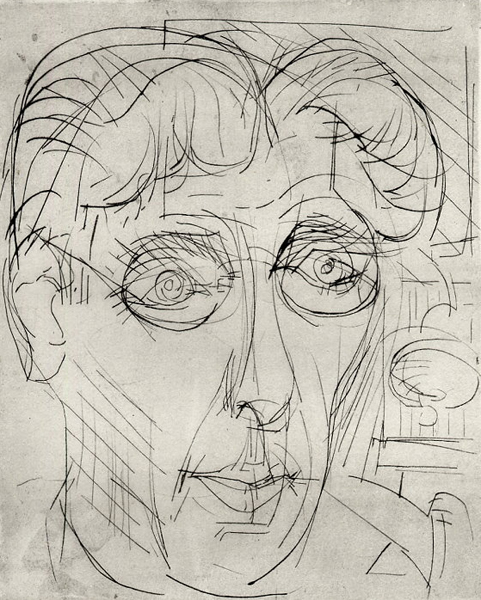
Carlo König gezeichnet von Albert Müller

## Leben und Werk
Carlo König wuchs in Basel auf, liess sich zum Buchbinder ausbilden und machte anschliessend ein Volontariat als Schaufensterdekorateur. Erst 16-jährig unternahm er eine Studienreise nach Deutschland und lebte längere Zeit in Stuttgart, München, Karlsruhe und Mannheim. Da er über seinen Vater deutscher Staatsbürger war, entkam König in den letzten Monaten des Ersten Weltkrieges nur knapp der Zwangsrekrutierung. Wieder in Basel, erkrankte er an Tuberkulose, später an einer langandauernden schweren Schlafkrankheit.
König erlernte als Autodidakt die Malerei und hatte mit zahlreichen Basler Künstlern Kontakt. In den 1920er-Jahren malte er fast ausschliesslich realistische Aquarelle. Als er 1923 in Davos zur Kur weilte, besuchte er Ernst Ludwig Kirchner in Frauenkirch und schuf, von Kirchner inspiriert, einige Holzschnitte. König nahm ab 1925 regelmässig an den Basler Weihnachtsausstellungen in der Kunsthalle Basel teil. Ab 1929 studierte er in Paris an der Académie de la Grande Chaumière. Wie andere Maler hielt er sich regelmässig zum Aquarellieren in Collioure in Südfrankreich auf. Zudem ermöglichten kleinere Stipendien der His-Stiftung weitere Reisen und Studienaufenthalte, die König 1932 nach Berlin, 1933 nach Italien, 1934 nach Dalmatien und 1935 nach Tunis und London führten. Die auf den Reisen entstandenen Skizzen und Studien verarbeitete er später im Atelier in zahlreichen Holzschnitten und in wenigen Radierungen.
Ab 1932 entstanden Collagen, die er – meist nach eigenen Aquarellvorlagen – mit bunten Papierschnitzeln zu pointillistisch wirkenden Bildern zusammensetzte. Die experimentellen Collagewerke sind als Vorläufer der später entstandenen Mosaike zu sehen. König war nicht Mitglied der Sektion Basel der Gesellschaft Schweizerischer Maler, Bildhauer und Architekten (GSAMBA), aber Mitbegründer der Gruppe 33. Mit Rudolf Maeglin verband ihn eine künstlerische wie menschliche Freundschaft. Ansonsten blieb er zeitlebens ein Einzelgänger. Carlo König: „Es ist eine sonderbare Feststellung, dass man zu dem Orte, in dem man lebt, am wenigsten Beziehungen hat“.
In den 1930er-Jahren sympathisierte König wie viele seiner Künstlerkollegen mit der 1938 verbotenen Kommunistischen Partei. 1938 lernte er seine zweite Frau kennen und lebte mit ihr einige Monate in Paris, wo zahlreiche Holzschnitte und Radierungen entstanden. 1940 kam seine Tochter Isabella zur Welt und im gleichen Jahr erhielt er das Basler Bürgerrecht. Aus Sicherheitsgründen lebte er ab 1942 mit seiner Familie in Bern und arbeitete als Dekorateur für ein Warenhaus.
Ab 1945 entstanden erste Glas- und Steinmosaike. 1952 trennte sich das Ehepaar im gegenseitigen Einverständnis und König zog wieder nach Basel, wo er an der Kornhausgasse ein Atelier bezog. 1954 bezog er im Breite-Quartier ein helleres Atelier. In der Folge konnte er einige seiner Werke, die aus den Wettbewerben des Kunstkredits Basel-Stadt hervorgingen, realisieren. Mitte der 1950er-Jahre erkrankte er an Parkinson. Er konnte seither nur noch Landschaftsbilder in Tempera malen.

## Werke (Auswahl)

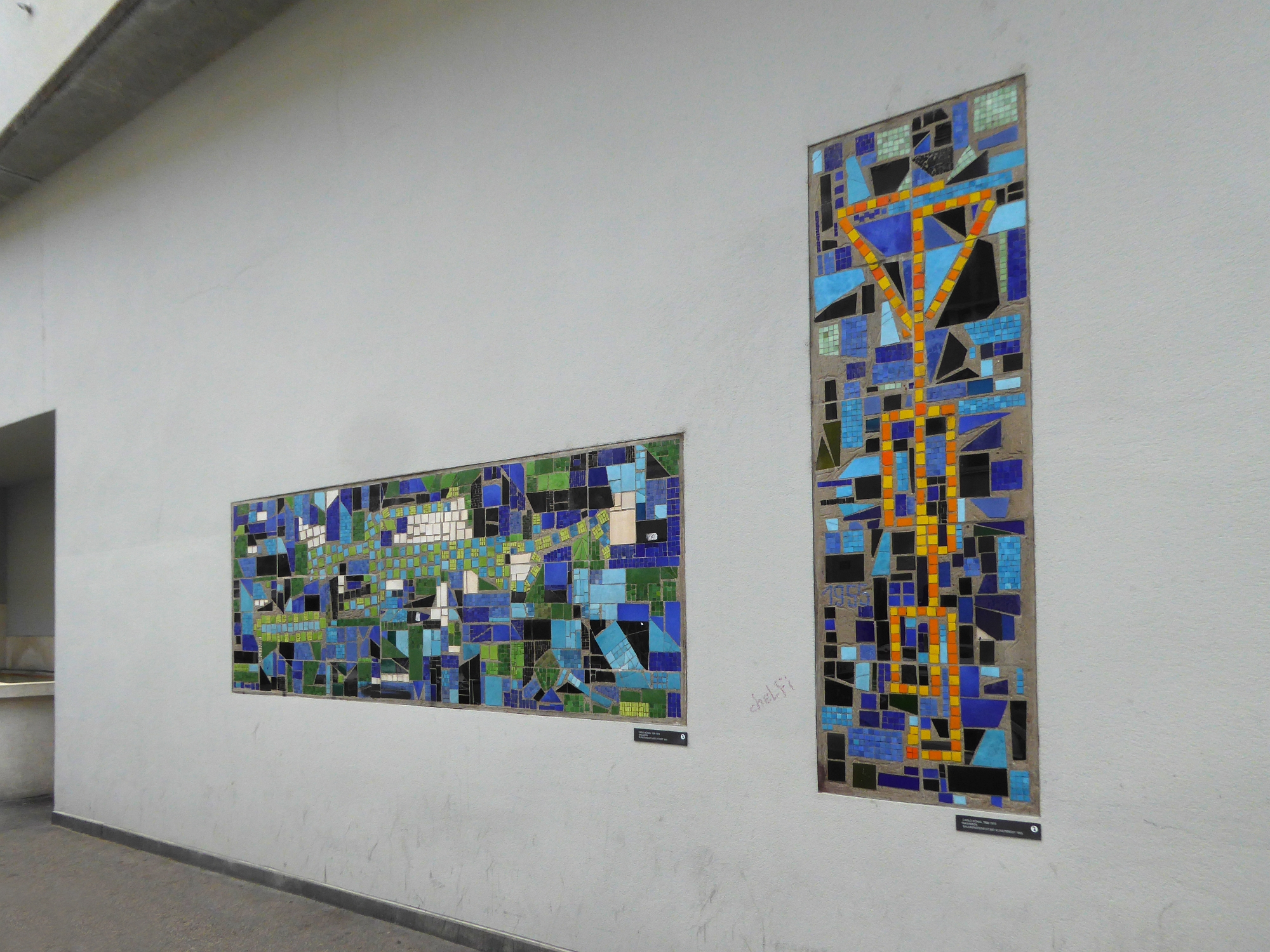
Mosaik. Rasamon, 1955. Rebgasse 32, Basel.

- Mosaik. Rasamon, 1955. Rebgasse 32, Basel. 1954–1955: Mosaike Rashamon für die Brunnennische an der Rebgasse 32 in Basel
- 1958–1960: Wandbild Fata Morgana in der Aula des Schulhauses Rittergasse in Basel
- 1961: Glasmosaike Hopfen und Gerste je 50 × 50 cm und Apfel, Birne, Traube je 50 × 60 cm im ehemaligen Restaurant Bierkeller an der Ochsengasse in Basel
- 1967–1968: Mosaike im Schwesternraum des Frauenspitals Basel